# Bousculade de la Coupe du Golfe arabe
La bousculade de la Coupe du Golfe arabe est une bousculade survenue le 19 janvier 2023 dans le stade international de Bassorah à Bassorah, en Irak, avant la finale de la Coupe du Golfe arabe entre l'Irak et Oman. Elle a été causée par des supporters qui ont tenté d'entrer dans le stade de Bassorah alors qu'ils n'avaient pas de billet, faisant quatre morts et plus de 80 blessés, dont certains dans un état critique. Il s'agit de la pire catastrophe footballistique en Irak depuis la chute du régime de Saddam Hussein.

## Contexte
La bousculade s'est produite au stade Al-Fayhaa en Irak lors du dernier match de la Coupe du golfe Arabique de 2023 entre l'Irak et Oman. Elle est survenue lorsque des milliers de fans sans billets ont attendu devant le stade international de Bassorah depuis le lever du jour dans l'espoir de voir le rare match international à domicile, entraînant quatre morts et plus de 80 blessés, dont certains dans un état critiques.

## Déroulement
Le 19 janvier 2023, quatre personnes ont été tuées dans une bousculade alors que la foule tentait d'entrer dans le stade. Le match était un match de la Coupe du Golfe arabe entre l'Irak et Oman, et il était surpeuplé par les fans. Le match s'est joué jeudi soir et l'Irak a remporté l'épreuve des huit nations en battant Oman 3-2. Dans un communiqué, le ministère irakien de l'Intérieur a encouragé quiconque n'avait pas de billet pour la finale à quitter la zone autour du stade. Il a déclaré que le stade était complètement plein et que toutes les portes avaient été fermées. Malgré la bousculade tragique, le match final de la Coupe du Golfe s'est déroulé comme prévu.